# Cypretta nigra
Cypretta nigra är en kräftdjursart som beskrevs av N. C. Furtos 1936. Cypretta nigra ingår i släktet Cypretta och familjen Cyprididae. Inga underarter finns listade i Catalogue of Life.